# Gaspar Melchor de Jovellanos

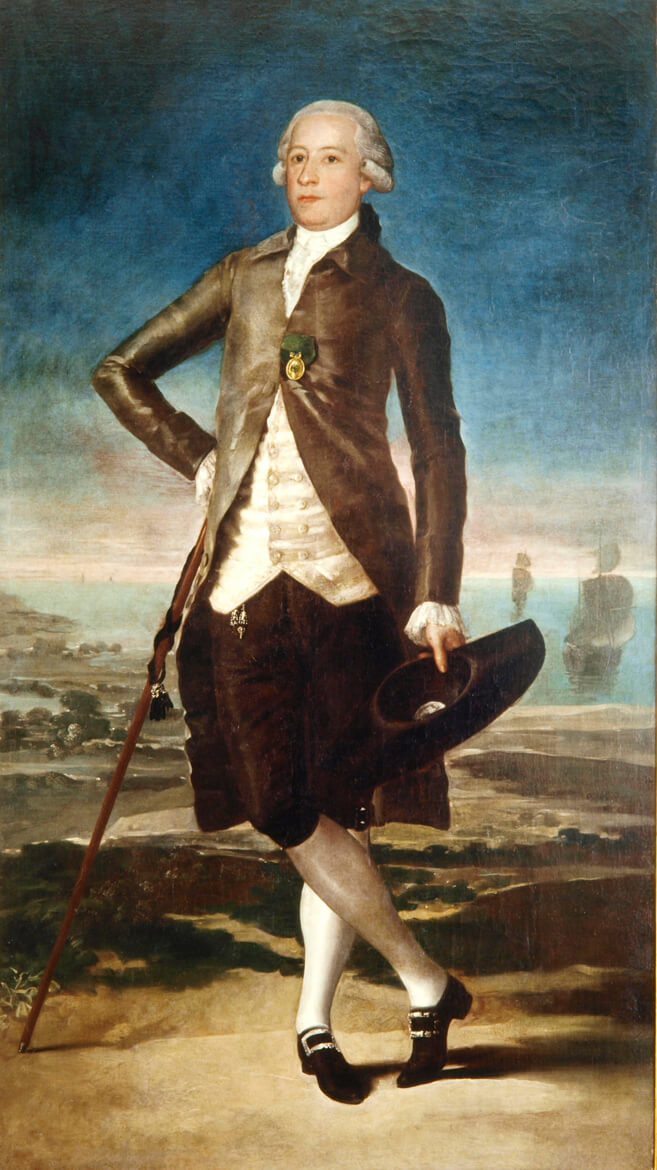
Portret Gaspara Melchora de Jovellanosa, również pędzla Goi

Gaspar Melchor de Jovellanos (ur. 5 stycznia 1744, zm. 27 listopada 1811) – hiszpański polityk, prawnik, ekonomista, botanik, wszechstronny pisarz i człowiek oświecenia reprezentował hiszpańskie katolickie Oświecenie. Był jednym z tzw. ilustrados (oświeconych).

## Życiorys
De Jovellanos urodził się w mieście Gijón w Asturii. Studiował prawo w Oviedo, Ávila i na uniwersytecie w Madrycie, zanim został sędzią kryminalnym w Sewilli w roku 1767
Jego zdolności zostały nagrodzone przyznaniem posady sędziego w stolicy w roku 1778, a w roku 1780 przez przyjęcie do rady wojennej. Był członkiem (a od 1785 dyrektorem) Królewskiego Madryckiego Towarzystwa Ekonomicznego Przyjaciół Kraju, oświeceniowej instytucji filantropijnej utworzonej przez Karola III i wielu stowarzyszeń naukowych. W roku 1787 napisał swą najbardziej znaną pracę ekonomiczną: Informe en el expediente de ley agraria, wydaną w 1795 roku.
Kiedy jego przyjaciel Francisco de Cabarrús popadł w niełaskę, Jovellanos na znak protestu wyjechał z Madrytu i spędził lata 1790–1797 na swego rodzaju wygnaniu w rodzinnym Gijón. Zaangażował się tam w pracę literacką dotyczącą przede wszystkim ekonomii.
Znów w życiu publicznym od roku 1797, Jovellanos odmówił stanowiska ambasadora w Rosji, lecz zaakceptował stanowisko „ministra sprawiedliwości i łaski”, które zaproponował mu ówczesny pierwszy minister Manuel Godoy. Jovellanos i jego przyjaciel Juan José de Arias Saavedra nie pochwalali polityki Godoya i próbowali go usunąć, co udało się tylko przejściowo.
W roku 1798 Godoy odzyskał władzę i wpływy i Jovellanos musiał znów udać się do Gijón.

## Dzieła

### Dzieła literackie
teatralne: 
- Pelayo / Munuza, tragedia. Sevilla, 1769 y El delincuente honrado, Sewilla, 1774.

compozycje poetyckie:
- Elogio fúnebre del marqués de los Llanos de Alguazas. Leído en la Sociedad Económica Matritense el 5 agosto de 1780.
- Elogio de Ventura Rodríguez. Madrid, 19 de enero, 1788 Sociedad Económica Matritense.
- Elogio de Carlos III. Leído en Real Sociedad Económica de Madrid el 8 de noviembre de 1788.

### Korespondencja
- Vid. Gaspar Melchor de Jovellanos. Obras Completas, tt. II al V. Ed. crítica, introducción y notas de José Miguel Caso González. Oviedo, IFES. XVIII / Ilustre Ayuntamiento de Gijón, 1985, 1986, 1988, 1990.

### Pamiętniki
- Diario (1790 – 1801).
- Memorias familiares (1790 – 1810).
- Diario de viaje desde Bellver (Mallorca) a Jadraque (Guadalajara). Regreso del destierro. Majorka, 5 kwietnia, 23 czerwca 1808.

### Prace pedagogiczne
- Informe al Protomedicato sobre el estado de la Sociedad Médica de Sevilla y del estudio de la Medicina en su Universidad, Sewilla, 3 września 1777.
- Discurso sobre el lenguaje y estilo propio de un Diccionario geográfico. Madrid, 23 de junio de 1788. Leído por el autor en la Real Academia de la Historia.
- Reglamento para el gobierno económico, institucional y literario del colegio de la Inmaculada Concepción de Salamanca, según el nuevo plan aprobado por S. M. a consulta del Real Consejo de las Órdenes. Salamanka, 16 sierpnia 1790.
- Memorias Pedagógicas. (1790 – 1809).
- Ordenanza para el Real Instituto Asturiano. Gijón, 1 grudnia 1793.
- Oración inaugural a la apertura del Real Instituto Asturiano. Gijón, 7 stycznia 1794.
- Noticia del Real Instituto Asturiano. Gijón, 21 czerwca 1794.
- Curso de Humanidades Castellanas. Real Instituto Asturiano. Gijón, 1794.
- Carta al Doctor Prado sobre el método de estudiar el Derecho. Gijón, 17 grudnia 1795.
- Oración sobre la necesidad de unir el estudio de la literatura al de las ciencias. Real Instituto Asturiano. Gijón 1797.
- Exposición al Príncipe de la Paz como respuesta a once puntos sobre instrucción pública en España. Gijón, 1797.
- Plan para arreglar los estudios de la Universidad. Madryt, 1798.
- Plan de educación de la nobleza y de las clases pudientes. Aranjuez, 1798.
- Discurso sobre el estudio de la Geografía histórica. Pronunciado en el Instituto Asturiano de Gijón. 16 lutego 1800.
- Memoria sobre la educación pública o sea tratado teórico-práctico de enseñanza con aplicación a las escuelas y colegios de niños. Cartuja de Valdemosa. Majorka, 1802.
- Instrucción dada a un joven teólogo al salir de la Universidad, sobre el método que debía observar para perfeccionarse en el estudio de esta ciencia. Castillo de Bellver, 1805.
- Bases para la formación de un plan general de Instrucción Pública. Sewilla, 16 listopada 1809.

### Rozprawy ekonomiczne
- Causas de la decadencia de las Sociedades Económicas. Madryt, 19 stycznia 1786.
- Informe en el Expediente de la Ley Agraria. Gijón, 26 kwietnia 1794.
- Informe sobre la extracción de aceites a reinos extranjeros. Sewilla, 14 maja 1774.
- Introducción a un discurso sobre el estudio de la Economía civil. 1776.
- Informe sobre el fomento de la marina mercante. Madryt, 1784.
- Informe sobre sustituir un nuevo método para la hilanza de la seda. Madrid, Junta de Comercio y Moneda, 1789.
- Dictamen sobre embarque de paños extranjeros para nuestras colonias. Madryt, 1789.

### Prace na tematAsturii
- Discurso a la Real Sociedad de Amigos del País de Asturias, sobre los medios de promover la felicidad de aquel Principado. Madryt, 22 kwietnia 1781.
- Cartas del viaje de Asturias o Cartas a Ponz. (1782–1792).
- Juicio crítico de la historia antigua de Guiggia. Gijón, 9 sierpnia 1782.
- Representaciones acerca de la carretera de Pajares. (1783–1799).
- Informes mineros. (1789–1797).
- Plan para la formación de un Diccionario del dialecto de Asturias. Gijón 1790.
- Instrucción para la formación de un Diccionario bable. 1801.
- Apuntamiento sobre el dialecto de Asturias (Instrucción para la formación de un Diccionario geográfico de Asturias). 1804.
- Origen e introducción de la agricultura en Asturias. Castillo de Bellver, 1804.

### Prace o sztuce i estetyce
- Discurso pronunciado la Sociedad de Amigos del País de Asturias, sobre la necesidad de cultivar en el Principado el estudio de las ciencias naturales. Oviedo, 6 maja 1782.
- Plan general de mejoras propuesto al Ayuntamiento de Gijón. 1782.
- Informe a la Junta General de Comercio y Moneda sobre el libre ejercicio de las artes. (Según Ceán es de Madrid, 29 de noviembre de 1785).
- Memoria del castillo de Bellver, descripción histórico-artística. Castillo de Bellver, 1805.
- Descripción de La Rioja. Gijón, 16 de kwietnia 1795.

### Eseje akademickie
- Discurso pronunciado a la Sociedad de Amigos del País de Asturias.
- Informes sobre obras de arte (Granada, Córdoba, Bellver, Asturias).
- Sobre la necesidad de unir al estudio de la legislación el de nuestra historia y antigüedades.
- Madrid, Academia de la Historia, Discurso de recepción. Madryt, 14 lutego 1780.
- Elogio de las Bellas Artes. Pronunciado en la Academia de San Fernando. Madryt, 14 lipca 1781.

### Pisma prawnicze
- Informe sobre la reforma de cárceles. Sewilla, 1768–1778.
- Apuntamientos y deducciones relativos al Derecho Público de España. Sewilla, 1 lipca 1774.
- Organización interior de los hospicios, respecto a su salubridad. Sociedad Económica de Sevilla, 1778.
- Informe sobre indultos generales. Madryt, 1 lipca 1779.
- Reflexiones sobre legislación de España en cuanto al uso de las sepulturas. Presentado en la Academia de la Historia en 1781.
- Discurso sobre la necesidad del estudio de la lengua para comprender el espíritu de la legislación. Madryt, 25 września 1781.
- Informe sobre la disciplina eclesiástica antigua y moderna relativa al lugar de las sepulturas. Madryt, 9 maja 1783.
- Discurso para ilustrar la materia de un informe pedido por el Real y Supremo Consejo de Castilla a la Sociedad Económica de Madrid, sobre el establecimiento de un Montepío para los nobles de la Corte. Madryt, 1784.
- Memoria para el arreglo de la policía de los espectáculos públicos y sobre su origen en España. Gijón, 29 grudnia 1790. Prezentacja przeredagowana 11 czerwca 1796.
- Representación a Carlos IV sobre lo que era el Tribunal de la Inquisición. 1798.
- Informe sobre la abolición de la prueba del tormento. Sewilla 1768–1778.
- Plan de una disertación sobre las leyes visigodas. Madryt 1785.
- Exposición sobre la organización de las Cortes. 1809.

### Pisma polityczne
- Memoria leída en la sociedad Económica de Madrid sobre si se debían o no admitir en ella las señoras. 1786.
- Primera representación a Carlos IV. Valdemosa, Majorka, 24 kwietnia 1801.
- Segunda representación a Carlos IV. Valdemosa, Majorka, 1802.
- Representación a Fernando VII. Majorka, 18 kwietnia 1808.
- Memoria en defensa de la Junta Central. Santa Cruz de Ribadulla, 2 maja, 1811.
- Informe sobre las causas de la decadencia de las sociedades económicas. Madryt, 3 października 1786.
- Reflexiones sobre democracia. (s. a.).

### Noty biograficzne
- Notas biográficas. Cabarrús; Campomanes. Madryt, 1783.

### Tłumaczenia z języka francuskiego
- Traducción del Voyage dans l’Egypte pour decouvrir les sources du Nile, de James Bruce. 1795.
- Extracto y traducción de la Historia de la Cartuja de Valldemuza, de Fray Alberto Puiz. 1801.

### Prace dotyczące botaniki
- Tratado de botánica mallorquina o Flora medicinal de Valldemosa. (1801).